# Орияк
 Тази статия е за града във Франция.  За окръга вижте Орияк (окръг).  
Ория̀к (на френски: Aurillac, [o.ʁi.jak]) е град в южна Франция, административен център на департамента Кантал и окръг Орияк в регион Оверн-Рона-Алпи. Населението му е около 26 000 души (2020).
Разположен е на 622 метра надморска височина в югозападното подножие на планината Кантал, на 80 километра източно от Брив ла Гаяр и на 110 километра югозападно от Клермон-Феран. Основан е през 898 година от Жеро д'Орияк в близост до създаденото по-рано от него Ориякско абатство. Днес градът е център на хранителната промишленост и произвежда повече от половината чадъри във Франция.